# IC 3907
IC 3907 је спирална галаксија у сазвјежђу Береникина коса која се налази на листи објеката дубоког неба у Индекс каталогу.
Деклинација објекта је + 18° 47' 3" а ректасцензија 12h 56m 18,3s. Привидна величина (магнитуда) објекта IC 3907 износи 16,2 а фотографска магнитуда 17,0.